# 終將成為神話的放學後戰爭
《終將成為神話的放學後戰爭》（日语：いづれ神話の放課後戦争〈ラグナロク〉）是一部由創作的輕小說，插畫由陽太負責。小說由KADOKAWA的富士見書房出版，漫畫版於月刊Comic Alive上連載。

## 概要
本作是繼《我與她互為奴僕的主從契約》後，作者再度與插畫家陽太合作的小說。
2015年12月19日，在第二卷發售時，由聲優小松未可子所配錄的本作的電視廣告於TOKYO MX等電視台上播放。
2016年4月20日，在第三卷發售時，於書帶上公佈本作的漫畫化計劃進行中。另外亦成功邀請聲優小西克幸為本作配錄數段試聽廣播劇。
本作的漫畫版正式在2016年6月27日所發售的《月刊Comic Alive》上連載。

## 故事簡介
昔日，七個神話裏的眾神顯現在大地之上，祂們圍繞著「唯一神」的寶座展開戰爭。
這場被稱為神話戰爭的戰鬥持續了三天，雖然最後眾神都消失無蹤，但祂們在戰鬥期間劃破地面、撕裂天空，在這個世上留下了很深的傷痕，同時造成大量人命傷亡。
倖存的人們對眾神既憎恨又畏懼，而神話戰爭就只是作為一個噩夢而被人們漸漸忘記。
戰爭終結後的十年，於神話戰爭中被眾神奪去親生妹妹的少年神仙雷火，與某位魔神相遇。少年為了奪回一切，不惜與被人所厭惡的魔神聯手，展開復仇。

## 登場人物
神仙雷火
十年前，妹妹被眾神奪走。之後，為了尋找妹妹及向眾神的復仇，而進入教會的設施，並接受作為異端討伐者的訓練。
為了調查與教會對立的「聖餐管理機構」而進入「學園」學習，並在學園裏成為「魔眼之王」巴羅爾的神格適合者。
性格冷靜沉著，卻比任何人都憎惡著眾神。語言學習能力超凡，興趣是外語的縱橫字謎。神經極為大條的男性，前面的故事對瑪麗亞 夏露蒂的示愛常常不當作一回事，常藉口是巴羅爾的緣故才導致他有了這些感情，但本人卻逐漸理解這是兩回事，後來靠著巴羅爾才讓雷火慢慢去體會對女性的感情。
巴羅爾
被稱為「魔眼之王」的凱爾特大魔神。支配著古今中外所有的魔眼。
性格貪圖享樂，喜歡墮落及毀滅。極其善變，會優先考慮短暫的快樂，相比起自身的未來，更期望全部的毀滅。
現時寄宿在雷火的身體裏，因為性格不一致所以爭論不絕，但是巴羅爾好像覺得很有趣。
夏露蒂·拉普佩因
雷火的學姐，但只是比他高一年級。因為其容貌和經常呆在圖書館，所以有著「書架上的銀色妖精」的別號。
在成為布倫希爾德的容器而捲入神話代理戰爭時，曾經受到雷火幫助。
雖然以前很害怕與異性相處，但是對作為恩人的雷火還可以接受。
布倫希爾德
擁有象徵勝利的盧恩字母的女武神。
極其重視騎士道精神，即使在神話代理戰爭亦希望可以堂堂正正的進行戰鬥。但是，在首戰敗給雷火而受到魔眼「支配」後，對他的命令是絕對服從。
雖然本人極力掩飾，但是很喜歡甜食。
瑪麗亞·敏特
與雷火在同一教會設施接受訓練的後輩。即使與雷火相同年紀，但還是稱雷火為師兄。
作為他的支援而一起進入學園學習，基本上都是共同行動。
雖然平時溫厚老實，但到兩人獨處的時候，便會向雷火撒嬌，而且有著很強的依賴性。
鹿金淚淚
雷火的同班同學。
性格開放，因而對雷火有多次過度的肌膚接觸。雖然雷火多次提醒鹿金，但卻絲毫沒改。

## 用語
神話戰爭
十年前，七個神話（包括瑪雅·阿茲特克、日本、印度、埃及、希臘及北歐）裏的眾神突然降臨於大地上，並圍繞著「唯一神」的寶座所發起的戰爭。
這場戰爭使得歐亞大陸的三分之一消失，二十多個國家消失，十五億人死亡。同時，聖餐管理機構宣佈，戰爭在持續三天後結束，眾神也就此消失無蹤。
神話代理戰爭
意識到自己的戰爭破壞了世界的眾神們和倖存的人類交易，延續著規定了場所和規則的神話戰爭。
每隔三年，在「學園」的根據地——勞亞島上，神格適合者會秘密展開神話代理戰爭。雖然今年是第三次，但仍未決出勝負。
不論是學園以外的人，甚至連學園的一般學生亦不知道這場戰爭的存在。
神格適合者
被選定為神之容器的少男少女們的統稱。
神在降臨於大地上時必須要有肉體，因此神格適合者便是為了眾神們進行神話代理戰爭而作為容器被使用。神格適合者並沒有拒絕權，當神的靈魂寄宿時，除了特殊情況下，他們的人格將會消失。
勞亞島
在崩碎的歐亞大陸所形成的巨大洞穴裡，流入北冰洋的海水後，而自然形成的海洋的中心所造出的人工島。
聖餐管理機構在島上建造了「學園」，並聚集了來自世界各地的少年少女。
學園
勞亞島內唯一的教育機構，沒有正式校名。同時是被聚集到勞亞島的少年少女們所生活的地方。
聖餐管理機構
在神話戰爭結束後，迅速興起的一個組織。在戰後的混亂期間搶先於教會，得到了所有關於神話戰爭的戰後處理與資訊統治的許可權。
雖然是一個有著很多秘密的組織，但在世間有很高的認知度。
Regalia
泛指能代表神祇的武器、神裝及能力。眾神會使用「Regalia」相互殘殺。
巴羅爾的魔眼
凱爾特神話中的魔神巴羅爾所擁有的「Regalia」。
擁有致死、支配、石化、幻覺、束縛、預見等，在世界各地存在的所有魔眼的能力的王之魔眼。

## 出版書籍

### 小說
| 集數 | 日文標題 | 中文標題           | 富士見書房     | 富士見書房             | 台灣角川       | 台灣角川               |
| 集數 | 日文標題 | 中文標題           | 發售日期       | ISBN                   | 發售日期       | ISBN                   |
| ---- | -------- | ------------------ | -------------- | ---------------------- | -------------- | ---------------------- |
| 1    |          | 魔眼之王與屈服女神 | 2015年8月20日  | ISBN 978-4-04-070721-1 | 2016年12月23日 | ISBN 978-986-473-443-6 |
| 2    |          | 魔眼之王與三神同盟 | 2015年12月19日 | ISBN 978-4-04-070722-8 | 2017年6月15日  | ISBN 978-986-473-719-2 |
| 3    |          | 魔眼之王與神冥審判 | 2016年4月20日  | ISBN 978-4-04-070892-8 | 2018年1月18日  | ISBN 978-957-564-011-8 |
| 4    |          | 魔眼之王與哀神劍舞 | 2016年8月20日  | ISBN 978-4-04-070898-0 | 2018年5月16日  | ISBN 978-957-564-184-9 |
| 5    |          | 魔眼之王與狂神咆哮 | 2016年12月20日 | ISBN 978-4-04-070899-7 | 2018年11月22日 | ISBN 978-957-564-586-1 |
| 6    |          | 魔眼之王與女神覺醒 | 2017年4月20日  | ISBN 978-4-04-072265-8 |                |                        |
| 7    |          | 魔眼之王與墮天聖女 | 2017年8月19日  | ISBN 978-4-04-072266-5 |                |                        |
| 8    |          | 魔眼之王與天涯魔境 | 2017年12月20日 | ISBN 978-4-04-072341-9 | 2020年3月19日  | ISBN 978-957-743-624-5 |
| 9    |          |                    | 2018年5月19日  | ISBN 978-4-04-072341-9 |                |                        |
| 10   |          |                    | 2018年9月20日  | ISBN 978-4-04-072341-9 |                |                        |

## 外部連結
- 終將成為神話的放學後戰爭 | 富士見Fantasia文庫 （页面存档备份，存于）（日語）